# СМ-24-ЗИФ
СМ-24-ЗИФ — 57-мм спаренное зенитное орудие, состоявшее на вооружении ВМС СССР в 1950-е годы.

## История

### Разработка
14 марта 1946 года было утверждено тактико-техническое задание: создать 57-мм двухорудийную автоматическую установку для вооружения подводных лодок. Официальный проект был утверждён в 1947 году, автором проекта являлось ЦКБ-34. Установка получила кодовый индекс СМ-24. Пробные образцы были изготовлены в 1948—1950 годах на заводе № 4. В октябре 1949 года прошли заводские испытания установки, по результатам которых завод № 7 обязался доработать установку СМ-24. Первый опытный образец после проведения предварительных отладочных испытаний на заводе № 4 в декабре 1949 года был доставлен на завод № 7. В том же месяце была получена и рабочая документация из ЦКБ-34.

### Отладочные испытания
В ходе испытаний установки СМ-24 были выявлены множество недостатков, в числе которых фигурировали низкая надежность автоматической системы; неверное расположение наводчиков и прицела, которые ухудшили обзор и исключили отслеживание целей при максимальном угле вертикальной наводки; нарушение условий ТТЗ по массе установки, скоростям ручной наводки и углу слежения, а также отсутствие механизма выключения автомата в опасных зонах. В январе 1950 года завод № 7 приступил к корректированию установки и разработке новых рабочих чертежей. По ним в декабре того же года заводом № 7 был изготовлен опытный образец установки, получивший заводской номер 101. В том же месяце № 101 прошел отладочные испытания в объеме 215 выстрелов.

### Заводские испытания
С января по апрель 1951 года прошли заводские испытания, в июле 1951 года на полигоне были проведены контрольные испытания, в августе-сентябре 1951 года состоялись государственные полигонные испытания. По результатам испытаний комиссия порекомендовала улучшить антикоррозийное покрытие орудия. В том же году в феврале завод № 7 изготовил новый опытный образец установки № 102, которая прошла доработку зимой 1951-1952 годов при участии НИИ-13 (антикоррозийное покрытие). В марте-апреле 1952 года на полигоне были проведены её контрольные испытания, после которых установка № 102 была отправлена в Севастополь для проведения государственных корабельных испытаний.

### Государственные испытания
Государственные корабельные испытания были проведены в два этапа: сначала в сентябре-октябре 1952 года, затем в апреле-июне 1953 года. Суммарный объём испытаний составил 2057 выстрелов. Испытания проходили на подводной лодке С-61 (проект 613). В их ходе лодка совершила 25 выходов в море и 77 погружений на глубину 170-178 метров. По итогам испытаний было отмечено: темп стрельбы левого автомата (100,8-115,4 выстрелов в минуту) оказался немного выше темпа стрельбы правого автомата (100,2-113,9 выстрелов в минуту). Однако практическая скорострельность каждого ствола при непрерывном наведении без учёта времени охлаждения составила 80 выстрелов в минуту. В официальном акте испытаний на С-61 было отмечено, что артиллерийская установка надёжна в работе и может использоваться в бою при состоянии моря от 2 до 3 баллов. Однако уплотнения УРС и гидросистемы оказались ненадежны, а производительность существующего на подлодке подъёмника боеприпасов была равна половине скорострельности СМ-24-ЗИФ. Согласно акту, для подлодки требовался второй подъёмник.

### Доработки
В общем и целом, по результатам корабельных испытаний установка, получившая кодовое название СМ-24-ЗИФ, была рекомендована к принятию на вооружение. Одна из установок серийного выпуска (№ 148) прошла испытания на живучесть в объеме 13 тысяч выстрелов и успешно выдержала его. Вторая установка выпуска 1953 года (№ 164) была доработана после полигонных испытаний, а в апреле 1954 года отправилась в Николаеве, где в июне-июле 1954 года на подводной лодке С-89 прошла успешно государственные контрольные испытания. Приказ главкома ВМФ № 0033 от 20 января 1955 подтвердил принятие установки на вооружение.

### Схема
Артустановка СМ-24-ЗИФ имела ствол-моноблок. Крутизна нарезов была снижена с 35 до 30 калибров. Автоматика работала за счет энергии отката при коротком ходе ствола. Досылатель пружинный при длине досылки 715 мм. Схема заряжания — обойменная (3 патрона в одной обойме). Тормоз отката — гидравлический веретенного типа, накатник - пружинный. Оба автомата размещались в общей люльке. Универсальный регулятор скорости — реверсивный раздельного исполнения. Регуляторы двух номеров: № 2,5 для вертикальной наводки и № 5 для горизонтальной наводки. Приводы вертикального и горизонтального наведения имели общий электродвигатель типа МПМ-22, который размещался внутри корпуса лодки вместе с пусковым реостатом. Вывод приводного вала к гидроприводам на установку осуществлялся через специальное сальниковое устройство.

### Производство
Изготовление артустановки СМ-24-ЗИФ велось с 1951 года по чертежам опытного образца на заводах под номерами 7 и 232, прицелы изготавливал завод № 357. Всего была выпущена 121 установка, не включая опытные образцы (66 установок с №№103—128 и 55 с №№ 01П—55П). 26 первых установок имели индекс СМ-24-ЗИФ, последующие установки имели индекс СМ-24-ЗИФ1 (у последней системы был снижен угол вертикальной наводки до нуля).

### Вывод из состава войск
В конце 1950-х годов установки СМ-24-ЗИФ были сняты с подводных лодок и отправлены на склады, где они хранились, по крайней мере, до 1991 года.

## Параметры
| Характеристика                  | Показатель        |
| ------------------------------- | ----------------- |
| Калибр,мм                       | 57                |
| Длина ствола, клб               | 78,7              |
| Угол ВН                         | от -6° до +85°    |
| Угол ГН                         | 147°              |
| Макс. скорость ГН               | 30 град./с        |
| Макс. скорость ВН               | 20 град./с        |
| Масса, кг                       | 7300              |
| Скорострельность                | 100 выстрелов/мин |
| Масса снаряда, кг               | 6,35              |
| Начальная скорость снаряда, м/с | 1020              |
| Дальность стрельбы, м           | 8420              |